# James Madison Tracy
James Madison Tracy (Bath, Nou Hampshire, 27 de gener de 1839 - 3 de setembre de 1928) fou un pianista, organista i musicògraf estatunidenc.
Començà els estudis musicals a Boston i els continuà al Conservatori de Leipzig, i després va ser deixeble de Franz Liszt a Weimar. Al seu retorn fou nomenat professor de piano, teoria i harmonia del convent de Denver, que dirigí per espai de molts anys, ensems que exercia la professió de concertista i recorria arreu l'Amèrica del Nord.
A més va col·laborar, en les principals revistes musicals, donà nombroses conferències i és autor les obres següents:
- Boston Conservatory Method;
- Technical Concert Etudes;
- Pianists Art of Perfection;
- Theory and Rudimental Harmony;
- Three Years of Student Life in Germany.

I les novel·les Manton Lee i George Monroe.